# Kručinka chlupatá
Kručinka chlupatá (Genista pilosa) je rostlina, dřevina z čeledi bobovité (Fabaceae). Je to keř s jednoduchými listy a žlutými květy. Někdy je používána jako dekorativní keř ozdobný květy.

## Synonyma
Pro druh označovaný Genista pilosa používáno vědecké synonymum Genista repens, Cytisus pilosus, Telinaria pilosa, Genistoides tuberculata.

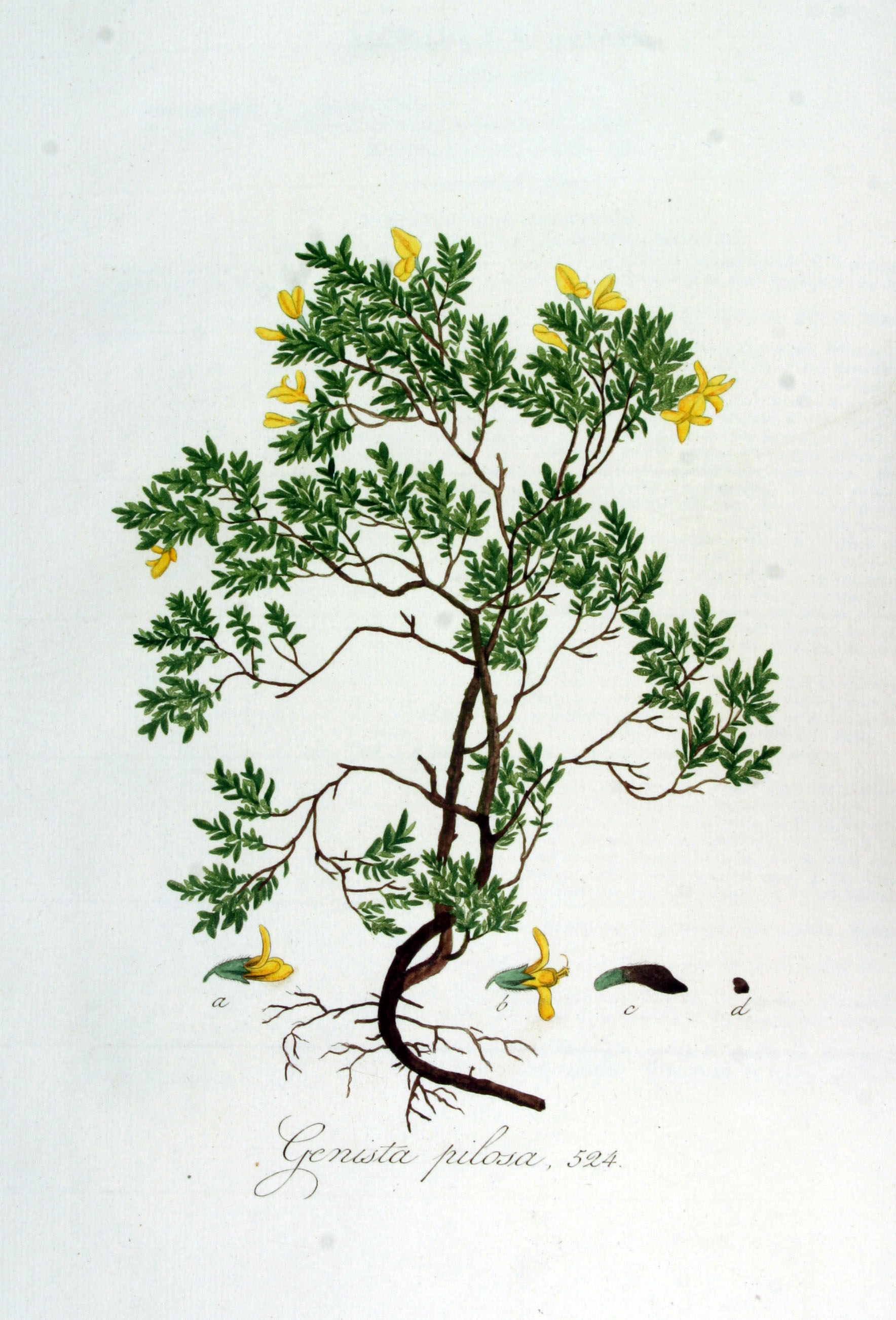
Popisný obrázek

## Výskyt
Je původní v Evropě, na východní hranici rozšíření po Polsko, na severu po Švédsko.

### V ČR
V ČR je původní v teplých oblastech, na jižní a jihozápadní Moravě.

## Popis
Kvete v květnu a červnu. Plod je lusk.

## Ekologie
Druh lze najít ve společenstvích Genisto pilosae-Quercetum petraeae, Erico-Pinetea, Erico carneae-Pinion, Thlaspio montani-Pinetum sylvestris, Notholaeno marantae-Sempervivetum hirti, Helichryso arenariae-Festucetum pallentis, Saxifrago paniculatae-Seslerietum caeruleae, Asplenio cuneifolii-Seslerietum caeruleae, Potentillo heptaphyllae-Festucetum rupicolae.

## Pěstování
Preferuje slunečné polohy, propustné půdy. Kručinky prospívají v chudé, suché, písčité nebo kamenité půdě. Dobře snáší krátkodobé sucho a málo dusíku. Ve výživné, živinami bohaté půdě se rostlině nedaří a jsou přerůstány plevelem. Množí se semeny a řízkováním. Je pěstováno několik kultivarů.

## Použití
Pěstuje se jako okrasná rostlina, je vhodná pro nízký kobercovitý vzrůst jako půdokryvná (při použití netkané textilie jako mulče), na skalky a i do skupin v sadovnických úpravách, záhonů. Keře jsou ceněny zejména pro bohaté kvetení, v zimě jsou pak nápadné zelenými větvičkami.